# 라이네슈트라세역
라이네슈트라세역(U-Bahnhof Leinestraße)은 베를린 노이쾰른구 노이쾰른에 있는 U8의 역이다. 헤르만슈트라세(Hermannstraße) 상의 라이네슈트라세와 오커슈트라세(Okerstraße) 사이에 역이 설치되어 있다. 1927년 7월 17일에 개통했다.

## 역사
2년간의 공사 끝에 1929년 8월 4일에 개통했으며 1996년까지 노선의 남부 종착역이었다. 헤르만슈트라세역 방면 연장 자체는 1930년대부터 진행되어 있었으나, 완공은 한참이 지난 후인 1996년에 되었다. 역사는 알프레드 그레난데르와 알프레트 페제(Alfred Fehse)가 설계했다.
섬식 승강장이 설치되어 있다. 역사 외벽은 밝은 녹색 대형 세라믹 타일로 마감되었다. 반면 타일 사이의 줄눈은 타일 크기에 비해서 작은 편이다. 대합실 중 한 곳에는 매표소가 있었으나 더 이상 사용되지 않는다.
1932년부터 남부 연장 터널이 헤르만슈트라세역 직전까지 건설되었고, 제2차 세계 대전에는 방공호로 사용되었다. 1945년 4월부터 5월 17일까지는 역의 영업을 중단했다. 그 후 남부 연장 터널은 1960년대에는 유치선으로 사용되었다.
2011년부터 진행된 역 개보수공사에 예산 500만 유로를 배정했고, 여기에는 엘리베이터 설치 비용 180만 유로가 포함되어 있다. 외부 밀폐 공사는 2012년 완공 예정이었다. 이 과정에서 외벽과 천장이 오래 되면서 생긴 손상 부분을 복원하기로 했고, 추가 비용 250만 유로가 배정되었다. 총 개보수공사 예산은 750만 유로이다. 과거의 모습을 살리는 방향으로 개보수공사가 진행되고 역사 외벽에 과거의 모습 사진이 게시되었다. 화강암 재질로의 승강장 바닥 대체는 원형을 해치는 이유로 거부되었고, 여전히 아스팔트로 승강장이 포장되어 있다. 2013년 8월 12일부터 2014년 8월 25일까지 보수공사로 인해서 열차가 정차하지 않았다. 2014년 12월 엘리베이터 운영이 시작되었고, 설치 예산은 90만 유로이다.

## 인접 철도역
| 베를린 지하철 8호선 | 베를린 지하철 8호선 | 베를린 지하철 8호선        |
| ------------------- | ------------------- | -------------------------- |
| 헤르만슈트라세 방면 | U8                  | 보딘슈트라세 비테나우 방면 |

## 참고 문헌
- 《U8. Geschichte(n) aus dem Untergrund》. Berlin: GVE. 1994. 60쪽. ISBN 3-89218-026-1.